# The 1975 (álbum)
The 1975 es el primer álbum de estudio homónimo de la banda de rock inglesa The 1975. Fue lanzado el 2 de septiembre de 2013 a través de Dirty Hit y Polydor Records. Fue grabado con el colaborador de Arctic Monkeys Mike Crossey.
Antes del lanzamiento, la banda lanzó cuatro EP entre el otoño de 2012 y la primavera de 2013, período durante el cual se grabó el álbum. Hicieron una gira para apoyar y generar impulso, que se llevó a cabo en numerosos conciertos y apariciones especiales con otros artistas.
El álbum recibió críticas positivas de los críticos y encabezó la lista de álbumes del Reino Unido el 8 de septiembre. A partir de marzo de 2016, ha vendido 410,981 copias en el Reino Unido, y 390,000 copias en los Estados Unidos.

## Lanzamiento
```
In January 2009 the abnd recorded the album  and recording completed and the end of summer 2013 In 2008 durign their frist few cconerts the band worked on the album Entre mediados de 2012 y principios de 2013, The 1975 lanzó cuatro obras extendidas : Facedown, Sex, Music for Cars y IV; algunas de las canciones incluidas allí lo harían en el álbum.
```

La banda realizó una gira excesiva para apoyar el álbum, crear conciencia y aumentar el impulso antes de anunciar el lanzamiento completo. Viajaron Londres con Bastilla y Muse en la segunda mitad de la gira World Tour en el Estadio Emirates, el 26 de mayo de 2013. Después tocaron en el Festival Republic Stage en el 2013 Reading y Leeds Festival en agosto.

## Estilo musical
El álbum está etiquetado de forma general como rock alternativo debido a la banda, pero la amplia variedad de géneros en el álbum ha llevado a que se lo describa como synthpop, Dream pop, funk rock, indie pop, indie rock, Shoegaze, pop punk, pop rock,
El líder, Matty Healy, describió el estilo como "bastante experimental, y que va desde el synthpop y el new wave de inicios de los 80s pasando por el glitchy R&B hasta el dream pop de los 80s con algo de soul de mediados de los 90s y algo de britpop de finales de los 90s. Es una mezcla de muchas cosas, pero obviamente se hace a nuestra manera".

## Grabación
```
In January 2009 the group recorded the album till 2014 Becuase In 2008 shortly before their first concert the band reocrded the songs In 2008 - 2013 En 2012, en una entrevista con Elliot Mitchell de When the Gramophone Rings., Healy dijo que la banda tenía un enfoque diferente para grabar el álbum que para los EP: "Creo que los mejores álbumes son aquellos en los que cada canción podría ser un posible single. Ambos' nuestros EP se centran en una pista principal y muestran un cuerpo más amplio de trabajo, mientras que creemos que el álbum es la pista principal tras la principal, con todos los momentos alternativos capturados de una manera accesible". También dijo que el álbum llevaba "cinco años de fabricación, se formó a través de las diferentes encarnaciones de la banda" y agregó que está "empapado en nuestra identidad y es todo lo que somos. Abarca muchos géneros". y profundidad, pero sigue siendo un trabajo coherente y todo lo que hace que nuestra banda sea nuestra banda, personalmente diría que es un ambicioso disco de debut". Dijo Healy.
[
15
]
```

## Promoción

### Sencillos
El primer sencillo del álbum, una versión regrabada de la canción "Sex", se lanzó el 26 de agosto de 2013. La canción se estrenó en el programa de BBC Radio 1 de Zane Lowe el 8 de julio de 2013. El video musical de la canción se lanzó en YouTube el 26 de julio de 2013.
El 27 de agosto de 2013, la canción "Settle Down" se estrenó en el programa de BBC Radio 1 de Zane Lowe's como parte de su segmento "Álbum de la semana", y el 29 de agosto de 2013 "Girls" se convirtió en el "disco más popular" de Lowe's.

## Crítica
The 1975 recibió críticas favorables de los críticos de la música contemporánea. En Metacritic, que asigna una calificación normalizada de 100 a las reseñas de los críticos principales, el álbum recibió una puntuación promedio de 67, basado en 17 revisiones.
Ashley Clements de Gigwise llamó al álbum "Muy posiblemente el mejor LP indie del año". Simon Butcher, de la revista Clash, calificó el álbum 8/10 y escribió: "Es un gran disco pop con mucha profundidad (algo raro) que resultará divisivo. The 1975 será un éxito de la noche a la mañana que sobrevivirá a la crítica".
Dave Reynolds, de la revista Bearded, notó similitudes entre la historia de la banda y la de Michael Jackson, y escribió que la "inconfundible estética de los 80" refleja un homenaje a Thriller. "Un álbum debut con 16 canciones nunca debería ser capaz de captar y atraer la atención de los oyentes, pero The 1975 hizo un gran esfuerzo, con un disco lleno de ganchos pop e imaginación. MJ estaría orgulloso", concluyó.
Q definió a The 1975 como "posiblemente la primera banda en tomar influencia de The Thompson Twins, China Crisis y el extinto Frazier Chorus". "Eso los hace sonar gloriosamente fuera de lugar, pero la verdad es que su tembloroso salto de género es imposible ahora", continuó la revista. "Lo mejor de todo, a pesar de su rara influencia elogiada, esta es una banda que no suena como nadie más en este momento. Muy intrigante", concluyó el crítico John Aizlewood, que le dio al álbum una calificación de 3/5 estrellas.

## Desempeño comercial
El álbum encabezó la lista de álbumes del Reino Unido el 8 de septiembre, vendiendo 31,538 copias en la primera semana. El 26 de septiembre de 2014, fue certificado platino por la industria fonográfica británica (BPI) por ventas de más de 300 000 copias. Desde diciembre de 2018, ha vendido 584 808 copias en el Reino Unido.

## Lista de canciones
Todas las canciones escritas y compuestas por George Daniel, Matthew Healy, Adam Hann and Ross MacDonald. 
| N.º | Título                                 | Duración |  |
| 1.  | «The 1975»                             | 1:19     |  |
| 2.  | «The City»                             | 3:26     |  |
| 3.  | «M.O.N.E.Y.»                           | 3:36     |  |
| 4.  | «Chocolate»                            | 3:47     |  |
| 5.  | «Sex»                                  | 3:27     |  |
| 6.  | «Talk!»                                | 2:47     |  |
| 7.  | «An Encounter»                         | 1:14     |  |
| 8.  | «Heart Out»                            | 3:22     |  |
| 9.  | «Settle Down»                          | 3:59     |  |
| 10. | «Robbers»                              | 4:14     |  |
| 11. | «Girls»                                | 4:14     |  |
| 12. | «12»                                   | 1:19     |  |
| 13. | «She Way Out»                          | 3:59     |  |
| 14. | «Menswear»                             | 3:26     |  |
| 15. | «Pressure»                             | 3:41     |  |
| 16. | «Is There Somebody Who Can Watch You?» | 2:54     |  |

### Deluxe Edition
Además de la edición estándar del álbum, también se lanzó una doble edición de lujo del CD, con el segundo disco que contiene los cuatro EPs de la banda: Facedown, Sex, Music for Cars y IV. La edición de lujo de iTunes contiene remezclas adicionales, con un total de 39 pistas. Para el Sex EP, la brecha de silencio entre "You" y "Milk" se reduce de 19 minutos a casi 3.
| Deluxe Edition – Facedown EP |                         |          |  |
| N.º                          | Título                  | Duración |  |
| 1.                           | «Facedown»              | 2:49     |  |
| 2.                           | «The City» (EP Version) | 3:41     |  |
| 3.                           | «Antichrist»            | 4:43     |  |
| 4.                           | «Woman»                 | 3:02     |  |

| Deluxe Edition – Sex EP | |          |  |
| N.º                     | Título | Duración |  |
| 5.                      | «Intro/Set3» | 3:07     |  |
| 6.                      | «Undo» | 4:04     |  |
| 7.                      | «Sex» (EP Version) | 3:26     |  |
| 8.                      | «You» ("You" termina en el minuto 4:51; cuenta con la pista escondida "Milk", la cual dura 2:12, y empieza en el minuto 7:36.) | 9:52     |  |

| Deluxe Edition – Music for Cars EP |                     |          |  |
| N.º                                | Título              | Duración |  |
| 9.                                 | «Anobrain»          | 1:53     |  |
| 10.                                | «Chocolate»         | 3:43     |  |
| 11.                                | «HNSCC»             | 2:31     |  |
| 12.                                | «Head.Cars.Bending» | 3:27     |  |
| 13.                                | «Me»                | 4:35     |  |

| Deluxe Edition – IV EP |                             |          |  |
| N.º                    | Título                      | Duración |  |
| 14.                    | «The City» (Single Version) | 3:44     |  |
| 15.                    | «Haunt // Bed»              | 5:05     |  |
| 16.                    | «So Far (It's Alright)»     | 4:00     |  |
| 17.                    | «Fallingforyou»             | 4:00     |  |

| iTunes Deluxe Edition – remixes |                                   |          |  |
| N.º                             | Título                            | Duración |  |
| 18.                             | «Chocolate» (Jonas LR remix)      | 5:15     |  |
| 19.                             | «Pressure» (Artful remix)         | 4:36     |  |
| 20.                             | «Talk!» (Hackman remix)           | 4:53     |  |
| 21.                             | «M.O.N.E.Y.» (Mike Skinner remix) | 5:14     |  |
| 22.                             | «Settle Down» (Dan Lissvik remix) | 6:25     |  |
| 23.                             | «She Way Out» (Cid Rim remix)     | 4:56     |  |

## Personal
The 1975
- Matthew Healy - voz, guitarra, piano, producción (pistas 7, 12 y 16).
- Adam Hann - guitarra.
- George Daniel - batería, programación, sintetizadores, producción (pistas 7, 12 y 16), fotografía.
- Ross MacDonald - bajo.

Músicos adicionales
- John Waugh - saxofón.

Personal técnico
- The 1975 - producción (todas las pistas excepto 7, 12 y 16).
- Mike Crossey - mezcla, producción (todas las pistas excepto 7, 12 y 16), programación adicional.
- Mike Spink - ingeniería.
- Jonathan Gilmore - Pro-Tools Engineering, programación adicional.
- Robin Schmidt - masterización.
- Samüel Johnson - diseño.
- David Drake - fotografía.
- David Ma - fotografía.
- Jamie Oborne - A&R.